# Doença de Graves
A doença de Graves, também denominada bócio tóxico difuso, é uma doença autoimune que afeta a tiroide. Geralmente causa hipertiroidismo, do qual é a causa mais comum. Pode também causar aumento do volume da tiroide. Os sinais e sintomas do hipertiroidismo podem incluir irritabilidade, fraqueza muscular, problemas de sono, ritmo cardíaco acelerado, pouca tolerância ao calor, diarreia e perda de peso. Entre outros sintomas estão o espessamento da pele nas canelas, uma condição denominada mixedema prétibial, e protuberância dos olhos, uma condição denominada oftalmopatia de Graves. Entre 25 a 80% das pessoas com a doença de Graves desenvolvem problemas oftálmicos.
A causa exata não é clara. No entanto, acredita-se que envolva uma combinação de fatores genéticos e ambientais. A probabilidade de ser afetado é maior entre pessoas com um familiar com a doença. No caso de um gémeo ser afetado, existe uma probabilidade de 30% do outro gémeo desenvolver a doença. O aparecimento da doença pode ser espoletado por stresse, por uma infeção ou pelo parto. As pessoas com outras doenças autoimunes, como diabetes tipo 1 ou artrite reumatoide, têm maior probabilidade de desenvolver a doença. Fumar aumenta o risco e pode agravar os problemas oftálmicos. o mecanismo da doença tem origem num anticorpo denominado imunoglobulina estimulante da tiroide (TSI), cujo efeito é semelhante à hormona estimulante da tiroide (TSH). Estes anticorpos fazem com que a tiroide produza hormonas da tiroide em excesso. O diagnóstico pode ser suspeitado com base nos sintomas e confirmado com análises ao sangue e ingestão de radioiodo. Geralmente, na presença da doença os resultados revelam valores acima do normal de T3 e T4, valor baixo de TSH, aumento da concentração de radioiodo em todas as áreas da tiroide e a presença de anticorpos TSI.
Existem três principais opções de tratamento: radioiodoterapia, medicamentos e cirurgia à tiroide. A radioiodoterapia consiste na ingestão por via oral de iodo-131, que se concentra na tiroide e a vai destruindo ao longo de semanas ou meses. O hipotiroidismo que daí resulta é tratado com a administração de hormona tiroideia sintética. Os medicamentos como os betabloqueadores podem controlar os sintomas, enquanto os antitiroideos como o metimazol permitem aliviar os sintomas enquanto outros tratamentos não fazem efeito. Os problemas nos olhos podem necessitar de tratamento específico.
Cerca de 0,5% dos homens e 3% das mulheres desenvolvem doença de Graves em determinado momento da vida. É 7,5 vezes mais comum entre mulheres do que em homens. A doença tem geralmente início entre os 40 e os 60 anos de idade, mas pode aparecer em qualquer idade. A condição tem o nome de Robert Graves, que a descreveu em 1835, embora tenha havido descrições anteriores.